# Heteropoda murina
Heteropoda murina is een spinnensoort uit de familie van de jachtkrabspinnen (Sparassidae).
De wetenschappelijke naam van de soort werd in 1897 als Oliophthalmus murinus gepubliceerd door Reginald Innes Pocock.